# La Loi de Murphy (film, 1986)
Pour les articles homonymes, voir Loi de Murphy (homonymie) et Murphy's Law.
Pour plus de détails, voir Fiche technique et Distribution.
La Loi de Murphy (en anglais : Murphy's Law) est un film d'action américain réalisé en 1986 par J. Lee Thompson d'après une histoire écrite par Gail Morgan Hickman.

## Synopsis
L'inspecteur Jack Murphy, de la police de Los Angeles, se remet mal de son divorce, d'autant que son ex-femme exécute chaque soir un numéro de strip-tease dans le cabaret de son amant.
Une nuit, il est assommé par un individu qui "emprunte" sa voiture et abat le couple avec son revolver, lui faisant porter le chapeau.
Le policier inconscient est ramené devant son domicile mais un témoin a noté son numéro d'immatriculation.
Lorsqu'il revient à lui, Murphy est aussitôt arrêté par la police, et se retrouve enchaîné à Arabella McGee, une délinquante qu'il avait arrêté plus tôt dans la journée.

## Fiche technique
- Titre original : Murphy's Law
- Réalisation : J. Lee Thompson
- Scénario : Gail Morgan Hickman
- Directeur de la photographie : Alex Phillips Jr
- Musique : Valentine McCallum et Marc Donahue
- Montage : Peter Lee Thompson
- Producteurs : Pancho Kohner et Jill Ireland
- Producteurs exécutifs : Menahem Golan et Yoram Globus
- Pays d'origine :  États-Unis
- Budget : 6 000 000 de dollars[1]
- Genre : Action, policier
- Durée : 100 minutes
- Date de sortie :
  - États-Unis : 18 avril 1986

## Distribution
- Charles Bronson (VF : Edmond Bernard) : Jack Murphy
- Kathleen Wilhoite (VF : Virginie Ledieu) : Arabella McGee
- Carrie Snodgress (VF : Perrette Pradier) : Joan Freeman
- Richard Romanus (VF : Mario Santini) : Franckie Vincenzo
- Bill Henderson (VF : Roger Lumont) : Ben Wilcove
- Angel Tompkins (VF : Sylvie Feit) : Jan
- Robert F Lyons (VF : Joël Martineau) : Art Penny
- James Luisi (VF : Gérard Dessalles) : Ed Remake
- Janet MacLachlan (VF : Paule Emanuele) : Dr Lovell
- Clifford A. Pellow (VF : Jean-François Laley) : Lt Nachman
- Lawrence Tierney (VF : André Valmy) : Cameron
- Chris DeRose (VF : Patrick Poivey) : Tony Vincenzo

## Box office
- États-Unis : 9 947 631 dollars[2].